# .222 Remington

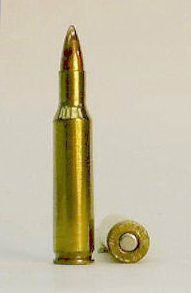
Um .222 Remington padrão.

O .222 Remington, também conhecido como "triple deuce", "triple two" e "treble two", é um cartucho de rifle de fogo central. Introduzido em 1950 pela Remington Arms no rifle Model 722, foi o primeiro cartucho comercial .22 (5,56 mm) sem aro, fabricado nos Estados Unidos. Como tal, era um design totalmente novo, sem um "estojo pai".

## Características
O .222 Remington tornou-se um cartucho popular para tiro ao alvo muito rapidamente quando ele foi lançado nesse nicho mercado em meados da década de 1970 e ainda goza da reputação de ser muito preciso. Ele continua sendo popular para caça de animais de pequeno porte a distâncias curtas e médias, com pesos preferenciais de projéteis entre 40 grãos (2,59 gramas) e 55 grãos (3,56 gramas), e velocidades de saída do cano de 2.970 a 3.268 pés/s (905 a 996 m/s).